# Steffen Herzberger
Steffen Herzberger (* 21. September 1969 in Bad Dürkheim) ist ein ehemaliger deutscher Fußballspieler und heutiger Trainer.

## Karriere

### Als Spieler
Steffen Herzberger begann seine Spielerkarriere im Erwachsenenbereich mit 18 Jahren beim FK Pirmasens. 1990 wechselte er zum 1. FSV Mainz 05 in die 2. Bundesliga. Bei seinem Debüt im Spiel gegen den 1. FC Saarbrücken erhielt er nach 76 Minuten die Rote Karte. Nach seiner folgenden Sperre wurde er zum Stammspieler. Er galt wegen seiner Variabilität als wichtiger Bestandteil der Mannschaft. Er wurde häufig im defensiven Mittelfeld und in der Abwehr aufgeboten. Zur Saison 1993/94 wechselte er zu den Stuttgarter Kickers. Er spielte allerdings nur ein Jahr in Stuttgart. Nach 29 Spielen und zwei Toren wechselte er zu Eintracht Trier in die Regionalliga. Dort blieb er für zwei Spielzeiten. Im Sommer 1996 kehrte der Defensivspieler zum 1. FSV Mainz 05 zurück. Von 1990 bis 2000 absolvierte er insgesamt über 200 Pflichtspiele für die 05er. Ab 2002 spielte Herzberger für die TuRU Düsseldorf und stieg mit dem Verein 2004 in die Oberliga Nordrhein auf. Im Jahr 2005 schloss er sich für 13 Spiele dem Südwest-Oberligisten Wormatia Worms an. Danach gab er noch ein kurzes Gastspiel beim TSV Schott Mainz. Nach seiner Spielerkarriere machte er sich zunächst mit zwei Bekleidungsgeschäften in Mainz selbständig. Er war in der Traditionsmannschaft des 1. FC Kaiserslautern aktiv, spielt in der Uwe-Seeler-Traditionself und bei den Alten Herren von 1817 Mainz.

### Als Trainer
Von 2019 bis 2021 war Herzberger Trainer des Mainzer Bezirksligisten TSG 1892 Hechtsheim.